# コタサウルス
コタサウルス（Kotasaurus　"コタ累層のトカゲ"の意味）はジュラ紀前期（シネムーリアン-プリンスバッキアン）に生息した竜脚類の属である)。唯一の既知種はKotasaurus yamanpalliensisである。化石は近縁種のバラパサウルスと同じインド、アーンドラ・プラデーシュ州のコタ累層（en）で発見された。少なくとも12個体分の化石が知られている。大部分の化石が知られているが、頭部は未発見であり、2つの歯のみが知られている。全ての竜脚類と同じように、巨大で、四足歩行の長い首と尾を持つ草食動物であった。

## 記載
コタサウルスは既知で最も基盤的な竜脚類の一つである。一般的なボディープランは典型的な竜脚類であるが、いくつか原竜脚類の持つ祖先的な特徴を有する 。原竜脚類は元来は二足歩行であったのに対し、コタサウルスは全ての竜脚類と同じくつねに四足歩行である。体長はおよそ9 mほどで、既に後の竜脚類に匹敵するサイズとなっている。大腿骨は真直ぐで、断面は楕円形で、四肢は既に筒状のものになっていた。歯はスプーン状で後の竜脚類のものに似ている。他方で、原始的な特徴として、上腕骨が相対的に短く、ややねじれていて、大腿骨に小転子を保持している。椎骨は近縁種のバラパサウルスでは既に空隙が空いて重量を抑える構造になっているのに対して、コタサウルスでは穴の無い単純な構造で重い。
固有派生形質（en）（新たに得た特徴）として比較的四肢の骨が細く、低く細長い前寛骨臼突起（腸骨の前端にある突起）がある。

## 分類
コタサウルスが真の竜脚類であるか、それとも竜脚類の外郡として分類される基盤的な竜脚形類であるかは初めはっきりとは分からなかった 。バラパサウルスや断片的にのみ知られるオームデノサウルスやジツォンゴサウルスとともにヴルカノドン科（Vulcanodontidae）と呼ばれる基盤的な竜脚類の科へと分類する科学者もいた。現在ではこのグループは側系統であると認識されている。 
今日ではコタサウルスは既知でも最も基盤的な竜脚類であると認識されている。しかし、系統関係は完全には明らかになっていない。Bandyopadhyayらによる2011年の最新の研究ではバラパサウルスおよびヴルカノドンよりは基盤的であるが、ジンシャノサウルス、アンテトニトルス、キンシャンキアンゴサウルスより派生的であるとされている。

## 発見
全ての既知の化石は、アンドラ·プラデシュ州、ヤマナパリの村の2.4km²の区域から発見されたもので、この場所はバラパサウルスのタイプ標本の発見地から北へ約40 kmにある。発見は1970年代後半で、全部で840個ほどの部分的な化石である。1988年に
P. Yadagiriにより新属新種の竜脚類Kotasaurus yamanpalliensisとして記載された。

## 参照
1. 1 2  
Bandyopadhyay, Saswati; David D. Gillette, Sanghamitra Ray, Dhurjati P. Sengupta (2010). “Osteology of Barapasaurus tagorei (Dinosauria: Sauropoda) from the Early Jurassic of India”. Palaeontology 53 (3):  533–569. doi:10.1111/j.1475-4983.2010.00933.x. ISSN 1475-4983.
2. 1 2 3 4 5  
Yadagiri, P. (2001). “The osteology of Kotasaurus yamanpalliensis, a sauropod dinosaur from the Early Jurassic Kota Formation of India”. Journal of Vertebrate Paleontology 21 (2):  242–252.
3. 1 2 3  
Glut, Donald F. (1997). Dinosaurs, the encyclopedia. McFarland & Company, Inc. Publishers. pp. 521–522. ISBN 978-0-375-82419-7
4. ↑  
Paul, Gregory S. (2010-09-21). The Princeton Field Guide to Dinosaurs. Princeton University Press. pp. 172. ISBN 9780691137209
5. ↑  
Yadagiri, P. (1988). “A new sauropod Kotasaurus yamanpalliensis from Lower Jurassic Kota Formation of India”. Records of the Geological Survey of India 11:  102–127.